# Jean-Louis Barrault
Jean-Louis Barrault, född 8 september 1910 i Le Vésinet, död 22 januari 1994 i Paris, var en fransk skådespelare, mimartist och regissör. Han debuterade på scenen 1931. Åren 1940–1974 var han engagerad vid Comédie-Française och 1947 grundade han tillsammans med sin hustru teatern Compagnie Madeleine Renaud – Jean-Louis Barrault.
Barrault utnämndes 1959 till direktör och ledare för Théatre de France, en post som han tvingades lämna 1968 på grund av sin hållning under studentoroligheterna i maj samma år.
Barrault var en av Frankrikes mest framstående skådespelare och har även medverkat i ett stort antal filmer. Mest känd av dessa är Paradisets barn (1944).

## Karriär
Barrault studerade Charles Dullin i vars trupp han agerade från 1933 till 1935. Vid 25 års ålder började han studier vid MIME Étienne Decroux och från 1940 till 1946 var han medlem av Comédie-Française, där han ledde produktionen av Paul Claudels Le Soulier de satin och Jean Racines Phèdre, två pjäser som gjorde honom ryktbar.
Under sin karriär medverkade han i nästan 50 filmer, med Les beaux jours, Jenny, L'Or dans la Montange och Sous les Yeux d'Occident som de mest kända.
År 1940 gifte han sig med skådespelerskan Madeleine Renaud. De grundade ett antal teatrar tillsammans och turnerade utomlands, bland annat i Sydamerika.
Barrault var farbror till skådespelerska Marie-Christine Barrault och ibland supporter åt Peter Brook. Han dog i en hjärtattack i Paris vid 83 års ålder och är begravd med sin hustru på Passykyrkogården i Paris.